# Short track na Zimowych Światowych Wojskowych Igrzyskach Sportowych 2017
Short track na 3. Zimowych Światowych Wojskowych Igrzyskach Sportowych – jedna z zimowych dyscyplin sportu rozgrywanych podczas igrzysk wojskowych w hali sportowo-widowiskowej Ajsbierg położonej w Soczi w Rosji w dniach 24 – 26 lutego 2017.

## Harmonogram
| Luty 2017   | 23 Cz | 24 Pt | 25 So | 26 Nd | 27 Pn | 28 Wt |
| ----------- | ----- | ----- | ----- | ----- | ----- | ----- |
| Short track |       | 2     | 2     | 1     |       |       |

Legenda
| E | Eliminacje |  | Finał (ilość) |

## Medaliści

### Mężczyźni

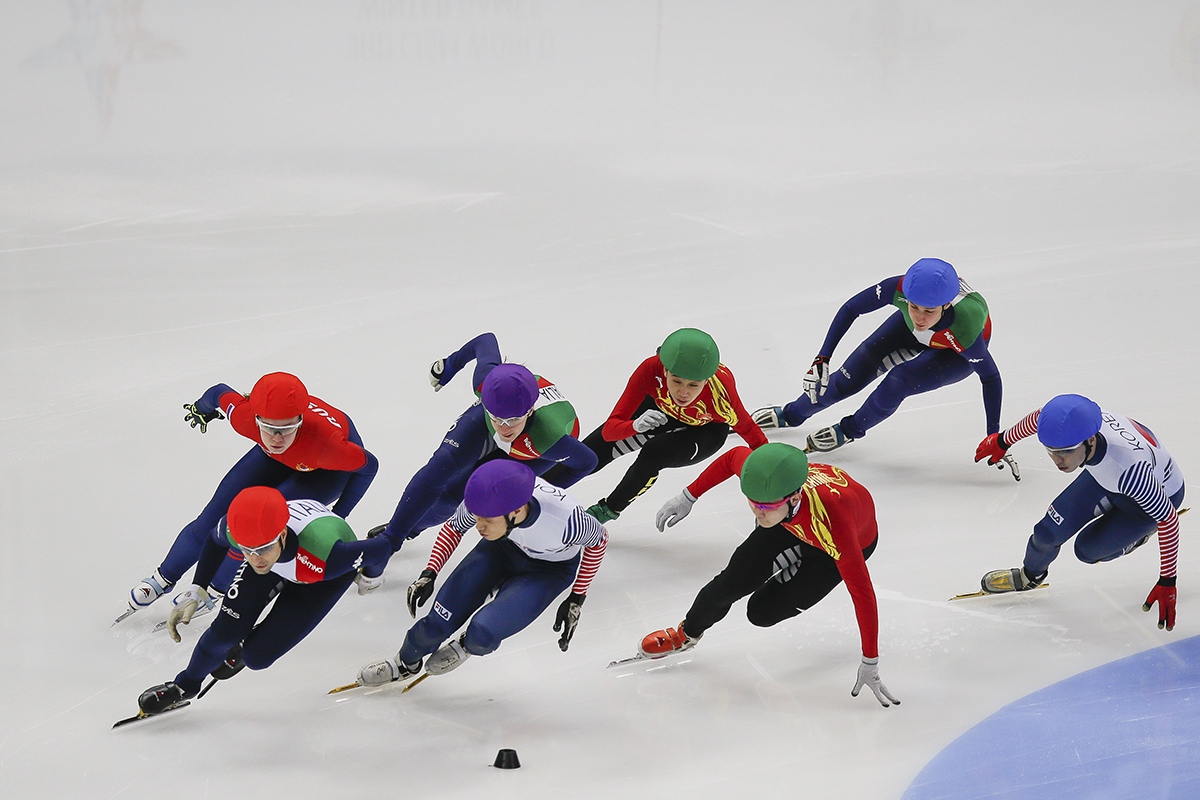
Soczi 2017. Short track - bieg mężczyzn.

| Konkurencja | Złoto                          | Srebro                   | Brąz                     |
| Konkurencja | Drużyna/Zawodnik               | Drużyna/Zawodnik         | Drużyna/Zawodnik         |
| 500 m       | Chiny · Xu Hongzhi             | Chiny · Yang Shuai       | Rosja · Denis Ayrapetyan |
| 1500 m      | Korea Południowa · Jin Kim Sun | Włochy · Yuri Confortola | Chiny · Xu Hongzhi       |

### Kobiety

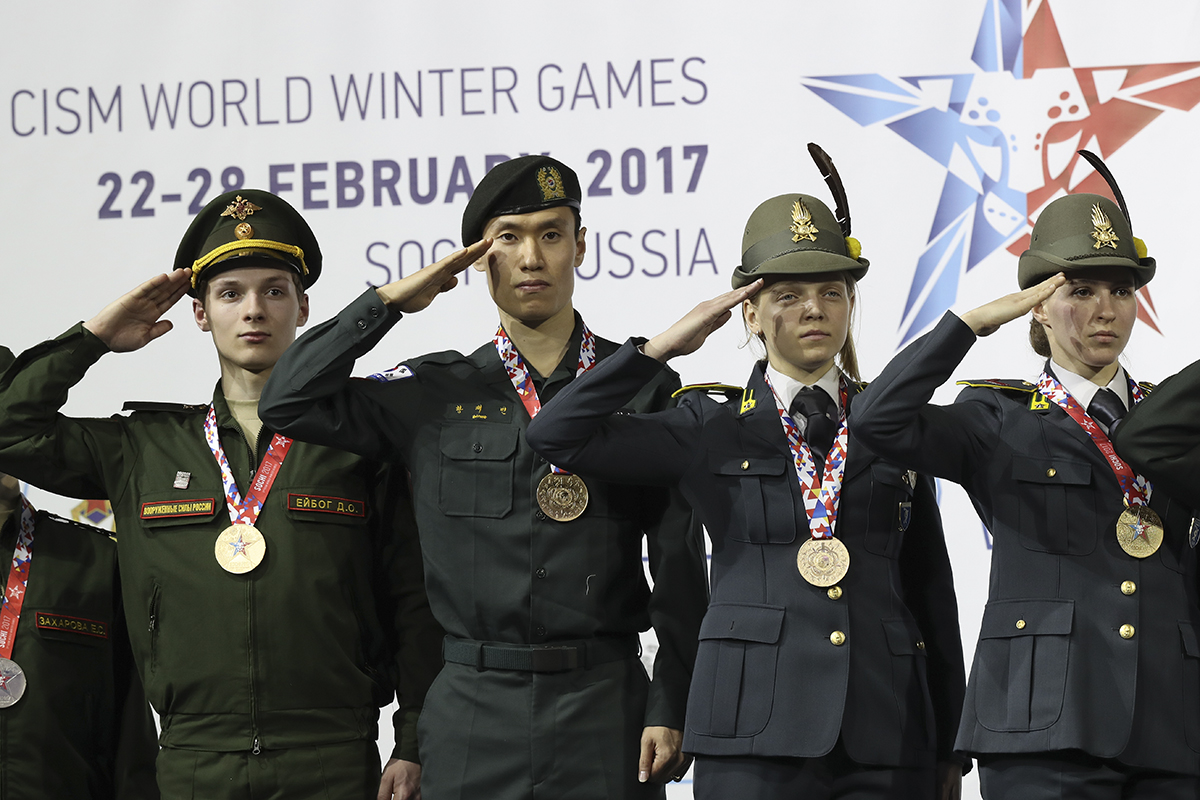
Soczi 2017 - złota sztafeta. Od lewej: (RUS) Danił Eybog, (KOR) Hwang Jae-min oraz Włoszki Arianna Fontana i Elena Viviani.

| Konkurencja | Złoto                    | Srebro              | Brąz                      |
| Konkurencja | Drużyna/Zawodniczka      | Drużyna/Zawodniczka | Drużyna/Zawodniczka       |
| 500 m       | Włochy · Arianna Fontana | Chiny · Yang Yang   | Rosja · Eugenia Zacharowa |
| 1500 m      | Włochy · Arianna Fontana | Chiny · Yang Yang   | Chiny · Wang Runyuan      |

### Sztafeta mieszana
| Konkurencja | Złoto                                                   | Srebro                                                                     | Brąz                                      |
| Konkurencja | Zawodniczka/Zawodnik                                    | Zawodniczka/Zawodnik                                                       | Zawodniczka/Zawodnik                      |
| 3000 m      | Arianna Fontana Elena Viviani Hwang Jae-min Danił Eybog | Eugenia Zacharowa Jekaterina Konstantinowa Yuri Confortola Nicola Rodigari | Wang Runyuan Wu Yi Yang Shuai Ning Qipeng |

## Klasyfikacja medalowa
Niniejsza klasyfikacja nie uwzględnia medali zdobytych w sztafecie mieszanej ponieważ nie były to reprezentacje narodowe. Skład drużyn buł nie tylko mieszany pod względem płci ale również narodowości.
     * Gospodarz zawodów został zaznaczony tym kolorem.
| Miejsce           | Reprezentacja     | Złoto | Srebro | Brąz | Razem |
| ----------------- | ----------------- | ----- | ------ | ---- | ----- |
| 1                 | Włochy            | 2     | 1      | 0    | 3     |
| 2                 | Chiny             | 1     | 3      | 2    | 6     |
| 3                 | Korea Południowa  | 1     | 0      | 0    | 1     |
| 4                 | Rosja *           | 0     | 0      | 2    | 2     |
|                   |                   |       |        |      |       |
| Ogółem (5 państw) | Ogółem (5 państw) | 4     | 4      | 4    | 12    |